# أندي رولان
أندي رولان (بالإنجليزية: Andy Rolland)‏ (1943 في المملكة المتحدة - ) هو مدرب كرة قدم ولاعب كرة قدم بريطاني في مركز الظهير. لعب مع دندي يونايتد ودونفرملين أثلتيك ولوس أنجلوس أزتكس وDundonald Bluebell F.C. ‏ ونادي كاودينبيث لكرة القدم وفورت لودردايل سترايكرز ورابطة كرة القدم الاسكتلندية الحادية عشر ‏.

## وصلات خارجية
- أندي رولان على موقع قاعدة بيانات كرة القدم.إي يو (الإنجليزية)